# Mono (groupe)
Pour les articles homonymes, voir Mono.
Mono était un duo de musique électronique britannique connu grâce à leur single « Life In Mono ». Le groupe fut souvent associé au mouvement Trip hop de par ses similarités avec la musique électronique contemporaine comme Portishead ou Hooverphonic. La musique du duo est influencée par le Jazz, les musiques de films d’espionnage et la musique Pop des années 1960.

## Biographie
Le groupe composé de la chanteuse Siobhan de Maré et Martin Virgo aux claviers, programmation, composition et production fut créé fin 1996 à Londres.
Martin Virgo a appris le piano à l’école de musique et art dramatique Guildhall, il a également fait part à la production du premier album de Björk « Debut » en 1993. Siohban de Maré quant à elle vient d’une famille comptant plusieurs membres ayant laissé leur trace dans le monde artistique, son père est Tony Meehan le batteur des Shadows, sa grand-mère elle était danseuse pour Shirley Bassey. Siobhan a également chanté pour des musiciens Hip-Hop et R&B.
Le duo s’est rencontré à Londres durant leur travail respectif, malgré des goûts musicaux différents (Siobhan étant influencée par la Soul et le R&B et Martin par la musique des années 1960). Le groupe commence alors à enregistrer plusieurs démos qu’il envoie à différents maisons de disques, plusieurs offres vinrent à eux et le duo qui avait un temps choisi comme nom de scène Tremelux décida de devenir Mono, un dérivé de l’album de Phil Spector « Back to Mono ».
Mono signa un contrat pour le Royaume-Uni chez Echo Records, puis avec Warner, Island et London. Leur premier single « Life In Mono » ainsi que plusieurs remixes sort en 1996 suivit en 1997 par leur premier et unique album « Formica Blues ».
En 1998 « Life In Mono » fut utilisé dans le film « Great Expectations » (après que Robert De Niro ait entendu la chanson), ce qui permit au groupe de se faire connaitre du grand public. Le groupe signa un nouveau contrat avec Mercury Records pour la distribution de l’album aux États-Unis La même année une chanson inédite « Madhouse » se retrouve sur la bande originale du film Psycho de Gus Van Sant, ce titre sera le dernier morceau que le groupe proposera.
Au point culminant de la popularité le groupe se lança dans leur première et unique tournée. Après une courte période le groupe se disolu en 2000. Siobhan de Maré est devenue la chanteuse du groupe Violet Indiana accompagnée de Robin Guthrie du groupe Cocteau Twins, le groupe réalisa deux albums, une compilation et plusieurs singles. Actuellement elle travaille sur un nouveau projet nommé Swoon.

## Discographie